# Atopochilus savorgnani
Atopochilus savorgnani es una especie de peces de la familia Mochokidae en el orden de los Siluriformes.

## Morfología
• Los machos pueden llegar alcanzar los 9 cm de longitud total.
- Número de  vértebras: 32-33.[2][3]

## Reproducción
Es ovíparo.

## Hábitat
Es un pez de agua dulce.

## Distribución geográfica
Se encuentran en África: Gabón, Guinea Ecuatorial y sur del Camerún (río Ntem ).